# Vsevolod Yakovlev
Vsevolod Fedorovitch Yakovlev, né le 16 avril 1895 à Okroïevo dans l'Empire russe et décédé le 4 avril 1974 à Moscou en URSS, est un militaire soviétique, ayant participé à la Première Guerre mondiale, à la guerre civile russe, la guerre soviéto-finlandaise et à la Seconde Guerre mondiale ; promu lieutenant général en 1940.